# 1910 en Norvège
Chronologie de la Norvège
- 1906
- 1907
- 1908
- 1909
- 1910
- 1911
- 1912
- 1913
- 1914

Cet article présente les faits marquants de l'année 1910 en Norvège ou relatifs à la Norvège.

## Gouvernance
- Haakon VII est roi de Norvège.
- Gunnar Knudsen dirige le gouvernement jusqu'au 2 février, Wollert Konow lui succède.

## Événements
- Le Prix Nobel de la paix est attribué au Bureau international de la paix.
- Le droit de vote est accordé aux femmes pour les élections locales[1].

## Sport
- 29 mai : fondation du club sportif Steinkjer FK [2]

## Naissances
- Naissance en Norvège en 1910

## Décès
- Décès en Norvège en 1910